# Graphe de Hoffman
Le graphe de Hoffman est, en théorie des graphes, un graphe 4-régulier possédant 16 sommets et 32 arêtes.

## Propriétés

### Propriétés générales
Le diamètre du graphe de Hoffman, l'excentricité maximale de ses sommets, est 4, son rayon, l'excentricité minimale de ses sommets, est 3 et sa maille, la longueur de son plus court cycle, est 4. Il s'agit d'un graphe 4-sommet-connexe et d'un graphe 4-arête-connexe, c'est-à-dire qu'il est connexe et que pour le rendre déconnecté il faut le priver au minimum de 4 sommets ou de 4 arêtes.

### Coloration
Le nombre chromatique du graphe de Hoffman est 2. C'est-à-dire qu'il est possible de le colorer avec 2 couleurs de telle façon que deux sommets reliés par une arête soient toujours de couleurs différentes. Ce nombre est minimal.
L'indice chromatique du graphe de Hoffman est 4. Il existe donc une 4-coloration des arêtes du graphe telle que deux arêtes incidentes à un même sommet soient toujours de couleurs différentes. Ce nombre est minimal.

### Propriétés algébriques
Le groupe d'automorphismes du graphe de Hoffman est un groupe d'ordre 48.
Le polynôme caractéristique de la matrice d'adjacence du graphe de Hoffman est : {\displaystyle (x-4)(x-2)^{4}x^{6}(x+2)^{4}(x+4)}. Un autre graphe possède le même polynôme caractéristique, et donc le même spectre : le graphe tesseract. Le graphe tesseract et le graphe de Hoffman sont donc cospectraux. Par ailleurs ce polynôme caractéristique n'admet que des racines entières. Le graphe de Hoffman est donc un graphe intégral, un graphe dont le spectre est constitué d'entiers.